# روکلاک (داکوتای شمالی)
روکلاک(به انگلیسی: Rocklake) شهری در ایالت داکوتای شمالی کشور ایالات متحده آمریکا است که جمعیت آن در سرشماری سال ۲۰۱۰ میلادی، ۱۰۱ نفر بوده‌است.